# Callichilia
Callichilia és un gènere de planta amb sis espècies que pertany a la família de les Apocynaceae.
És originari de l'oest de l'Àfrica tropical.

## Taxonomia
El gènere va ser descrit per Otto Stapf i publicat a Fl. Trop. Africa 4(1): 130. 1902.
- Callichilia barteri Stapf
- Callichilia basileis Beentje
- Callichilia bequaertii De Wild.
- Callichilia inaequalis Stapf
- Callichilia monopodialis Stapf
- Callichilia subsessilis Stapf